# Hydromanicus klapperichi
Hydromanicus klapperichi är en nattsländeart som beskrevs av Schmid 1965. Hydromanicus klapperichi ingår i släktet Hydromanicus och familjen ryssjenattsländor. Inga underarter finns listade i Catalogue of Life.